# Motogiro d'Italia
El Motogiro d'Italia, conegut també com a Giro d'Italia Motociclistico, fou una prova de ral·li motociclista que es va celebrar a Itàlia entre el 1953 i el 1957. Es desenvolupava per etapes entre diverses ciutats de manera circular, a l'estil del Giro d'Italia, del qual prenia el nom. Anteriorment s'havien celebrat altres proves similars, tot i que amb altres denominacions: el Circuito d'Italia (1914) i el Giro Motociclistico d'Italia (1923-1926). Sovint, totes tres proves s'agrupen dins la mateixa denominació de Motogiro d'Italia i, per tant, hom considera que del Motogiro se'n van celebrar un total de 10 edicions entre el 1914 i el 1957.

## Història

### Orígens
El Motogiro d'Italia té els seus orígens al 1890, quan a Europa es van començar a celebrar curses d'automòbils. Aquest concepte incloïa tots els vehicles de motor: cotxes, motocicletes, tricicles, voiturettes, etc. El 1901, Felice Nazzaro va guanyar amb un FIAT 8 HP el primer Giro automobilistico d'Italia.

### Circuito i Giro Motociclistico d'Italia (1914-1931)
El primer Giro d'Italia exclusiu per a motocicletes, sota el nom de Circuito d'Italia, el van organitzar conjuntament el 1914 la revista Gazzetta dello Sport i la societat esportiva Unione Sportiva Milanese. La cursa es va fer famosa per la cobertura extensiva que en van fer els mitjans, tant nacionals com internacionals. Comptava amb 56 participants, dels quals només 18 van arribar a la meta per dificultats diverses. Es va considerar una cursa molt reeixida pel gran nombre d'espectadors que va atreure al llarg del recorregut. El guanyador en va ser Oreste Malvisi, que va fer els 2.378 km de recorregut des de Milà passant per Roma, Ancona, Udine, Savona, Torí i de tornada a Milà, amb una Ariel. Les motos que van acabar la cursa van ser exposades a la primera Exposició Internacional de Bicicletes, Motocicletes i Accessoris de Milà (EICMA).
L'esclat de la Primera Guerra Mundial va ajornar la segona edició del Motogiro fins a l'any 1923. Aquesta vegada hi va haver 53 participants en un recorregut d'aproximadament 2.500 km que una vegada més començava i acabava a Milà. Hi van participar set motoristes i el guanyador en va ser Guido Mentasti amb una Moto Guzzi. La prova es va reeditar anualment fins al 1926 i després, a causa de les polítiques de Mussolini, va caure en l'oblit fins al 1953.

### Motogiro d'Italia (1953-1957)

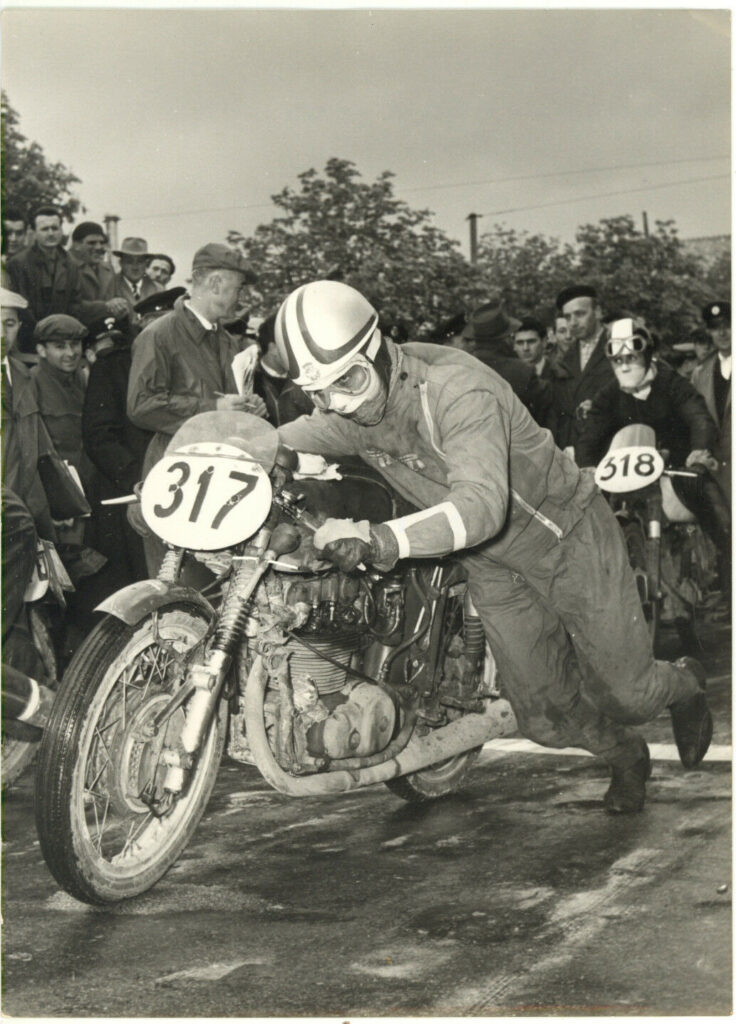
Remo Venturi al MotoGiro de 1955 amb una MV Agusta Bialbero

La primera edició de la postguerra la van organitzar conjuntament el 1953 la Federazione Motociclistica Italiana (FMI) i el diari esportiu Lo Stadio. Les classificacions es van dividir en quatre categories segons la cilindrada de les motocicletes, totes monocilíndriques (50, 75, 125 i 175 cc) i n'hi van participar de les següents marques:
| - Ducati - Gilera - MotoBi - Moto Guzzi - MI-VAL - Beta - Maserati - Laverda | - Bianchi - Mondial - Perugina - Moto Morini - Parilla - Benelli - MV Agusta |

Durant els anys 1953 i 1956 va haver-hi en total deu víctimes mortals (vuit motoristes i dos espectadors). El greu accident esdevingut durant la Mille Miglia del 12 de maig de 1957, en què van morir Alfonso de Portago i deu espectadors, va provocar la prohibició de les curses per la via pública a Itàlia, cosa que va posar fi per sempre al Motogiro.

## Nou Motogiro "vintage"
D'ençà de 1989, la FMI organitza un nou "Motogiro d'Italia" commemoratiu en què participen majoritàriament motoristes amb motocicletes fabricades durant els anys en què es va celebrar el Motogiro original. Aquest format "vintage" s'ha exportat també als Estats Units, on el 2008 es va crear el Motogiro America.

## Llista de guanyadors
Font:
| Edició                           | Any  | Dates                  | Recorregut | Distància | Classe  | Guanyador           | Moto       | Temps       | Velocitat mitjana |
| -------------------------------- | ---- | ---------------------- | --- | --------- | ------- | ------------------- | ---------- | ----------- | ----------------- |
| I Circuito d'Italia              | 1914 | 26 d'abril – 3 de maig | Milà - Roma - Ancona - Udine - Torí - Milà                                                                                     | 2.378 km  | General | Oreste Malvisi      | Ariel      | ?           | 39,83 km/h        |
|                                  |      |                        | |           |         |                     |            |             |                   |
| I Giro Motociclistico d'Italia   | 1923 | 3 a 9 d'abril          | Milà - Roma - Bolonya - Biella - Milà                                                                                          | 2.455 km  | General | Guido Mentasti      | Moto Guzzi | 47h 40' 57" | 51,47 km/h        |
| II Giro Motociclistico d'Italia  | 1924 | 30 d'abril – 4 de maig | Milà - Lucca - Roma - Macerata - Milà                                                                                          | ?         | General | Guido Premoli       | Sunbeam    | 40h 00' 12" | ?                 |
| III Giro Motociclistico d'Italia | 1925 | 19 a 24 d'abril        | Milà - La Spezia - Avezzano - Pesaro - Màntua - Milà                                                                           | 2.710 km  | General | Attilio Cavalleri   | Rudge      | 51h 43' 12" | 52,26 km/h        |
| IV Giro Motociclistico d'Italia  | 1926 | 1 a 11 d'abril         | Milà - Parma - Roma - Perugia - Forlí - Milà                                                                                   | 2.229 km  | General | Amedeo Ruggeri      | Moto Guzzi | 37h 49' 16" | 59,71 km/h        |
|                                  |      |                        | |           |         |                     |            |             |                   |
| I Motogiro d'Italia              | 1953 | 30 de març – 5 d'abril | Bolonya - Roma - Bari - Riccione - Trieste - Milà - Bolonya                                                                    | 2.997 km  | 50 cc   | Giovanetti          | Motom      | 47h 05' 31" | ?                 |
| I Motogiro d'Italia              | 1953 | 30 de març – 5 d'abril | Bolonya - Roma - Bari - Riccione - Trieste - Milà - Bolonya                                                                    | 2.997 km  | 75 cc   | Guido Mariani       | Laverda    | 36h 57' 22" | 81,00 km/h        |
| I Motogiro d'Italia              | 1953 | 30 de març – 5 d'abril | Bolonya - Roma - Bari - Riccione - Trieste - Milà - Bolonya                                                                    | 2.997 km  | 125 cc  | Leopoldo Tartarini  | Benelli    | 31h 08' 19" | 96,34 km/h        |
| I Motogiro d'Italia              | 1953 | 30 de març – 5 d'abril | Bolonya - Roma - Bari - Riccione - Trieste - Milà - Bolonya                                                                    | 2.997 km  | 175 cc  | Mario Ventura       | MV Agusta  | 31h 59' 44" | ?                 |
| II Motogiro d'Italia             | 1954 | 3 a 11 d'abril         | Bolonya - Perugia - Nàpols - Pescara - Riccione - Mestre - Bozen - Bolonya                                                     | 3.413 km  | 75 cc   | Guido Mariani       | Laverda    | 41h 30' 30" | 82,29 km/h        |
| II Motogiro d'Italia             | 1954 | 3 a 11 d'abril         | Bolonya - Perugia - Nàpols - Pescara - Riccione - Mestre - Bozen - Bolonya                                                     | 3.413 km  | 100 cc  | Primo Zanzani       | Laverda    | 39h 31' 06" | 86,44 km/h        |
| II Motogiro d'Italia             | 1954 | 3 a 11 d'abril         | Bolonya - Perugia - Nàpols - Pescara - Riccione - Mestre - Bozen - Bolonya                                                     | 3.413 km  | 125 cc  | Leopoldo Tartarini  | Benelli    | 36h 33' 06" | 93,45 km/h        |
| II Motogiro d'Italia             | 1954 | 3 a 11 d'abril         | Bolonya - Perugia - Nàpols - Pescara - Riccione - Mestre - Bozen - Bolonya                                                     | 3.413 km  | 175 cc  | Tarquinio Provini   | FB-Mondial | 33h 53' 49" | 100,70 km/h       |
| III Motogiro d'Italia            | 1955 | 16 a 25 d'abril        | Bolonya - Trieste - Pàdua - Riccione - Pescara - Tàrent - Cosenza - Nàpols - Perugia - Bolonya                                 | 3.378 km  | 75 cc   | Claudio Galliani    | Capriolo   | 39h 03' 01" | 68,01 km/h        |
| III Motogiro d'Italia            | 1955 | 16 a 25 d'abril        | Bolonya - Trieste - Pàdua - Riccione - Pescara - Tàrent - Cosenza - Nàpols - Perugia - Bolonya                                 | 3.378 km  | 100 cc  | Gianni Degli Antoni | Ducati     | 34h 44' 35" | 98,91 km/h        |
| III Motogiro d'Italia            | 1955 | 16 a 25 d'abril        | Bolonya - Trieste - Pàdua - Riccione - Pescara - Tàrent - Cosenza - Nàpols - Perugia - Bolonya                                 | 3.378 km  | 125 cc  | Paolo Campanelli    | Benelli    | 35h 57' 59" | 95,57 km/h        |
| III Motogiro d'Italia            | 1955 | 16 a 25 d'abril        | Bolonya - Trieste - Pàdua - Riccione - Pescara - Tàrent - Cosenza - Nàpols - Perugia - Bolonya                                 | 3.378 km  | 175 cc  | Emilio Mendogni     | Morini     | 34h 19' 55" | 98,39 km/h        |
| IV Motogiro d'Italia             | 1956 | 18 a 25 d'abril        | Bolonya - Udine - Pàdua - Riccione - L'Aquila - Salern - Perugia - Montecatini Terme - Bolonya                                 | 2.583 km  | 75 cc   | Orlando Ghiro       | Ceccato    | 28h 48' 01" | 89,62 km/h        |
| IV Motogiro d'Italia             | 1956 | 18 a 25 d'abril        | Bolonya - Udine - Pàdua - Riccione - L'Aquila - Salern - Perugia - Montecatini Terme - Bolonya                                 | 2.583 km  | 100 cc  | Alberto Gandossi    | Ducati     | 26h 17' 14" | 98,18 km/h        |
| IV Motogiro d'Italia             | 1956 | 18 a 25 d'abril        | Bolonya - Udine - Pàdua - Riccione - L'Aquila - Salern - Perugia - Montecatini Terme - Bolonya                                 | 2.583 km  | 125 cc  | Giuliano Maoggi     | Ducati     | 25h 53' 22" | 99,79 km/h        |
| IV Motogiro d'Italia             | 1956 | 18 a 25 d'abril        | Bolonya - Udine - Pàdua - Riccione - L'Aquila - Salern - Perugia - Montecatini Terme - Bolonya                                 | 2.583 km  | 175 cc  | Walter Tassinari    | Morini     | 26h 02' 16" | 99,13 km/h        |
| V Motogiro d'Italia              | 1957 | 6 a 14 d'abril         | Bolonya - Riva del Garda - Abano Terme - Riccione - Arezzo - Perugia - Teramo - Chianciano Terme - Montecatini Terme - Bolonya | 2.060 km  | 75 cc   | Flavio Montesi      | Laverda    | 22h 53' 29" | 89,20 km/h        |
| V Motogiro d'Italia              | 1957 | 6 a 14 d'abril         | Bolonya - Riva del Garda - Abano Terme - Riccione - Arezzo - Perugia - Teramo - Chianciano Terme - Montecatini Terme - Bolonya | 2.060 km  | 100 cc  | Giuseppe Mandolini  | Ducati     | 21h 47' 20" | 94,46 km/h        |
| V Motogiro d'Italia              | 1957 | 6 a 14 d'abril         | Bolonya - Riva del Garda - Abano Terme - Riccione - Arezzo - Perugia - Teramo - Chianciano Terme - Montecatini Terme - Bolonya | 2.060 km  | 125 cc  | Antonio Graziano    | Ducati     | 21h 19' 21" | 96,52 km/h        |
| V Motogiro d'Italia              | 1957 | 6 a 14 d'abril         | Bolonya - Riva del Garda - Abano Terme - Riccione - Arezzo - Perugia - Teramo - Chianciano Terme - Montecatini Terme - Bolonya | 2.060 km  | 175 cc  | Remo Venturi        | MV Agusta  | 19h 35' 47" | 105,12 km/h       |